# Staakow (Rietzneuendorf-Staakow)
Staakow (niedersorbisch Stoki oder Stok) ist ein Ortsteil der Gemeinde Rietzneuendorf-Staakow im Landkreis Dahme-Spreewald in Brandenburg. Bis Zusammenlegung mit der Gemeinde Rietzneuendorf-Friedrichshof am 31. Dezember 2001 war Staakow eine eigenständige Gemeinde, die vom Amt Unterspreewald verwaltet wurde.

## Lage
Der Ort Staakow liegt im Baruther Urstromtal am Rande des Unterspreewalds knapp zehn Kilometer nordöstlich von Golßen. Umliegende Ortschaften sind die zur Gemeinde Halbe gehörenden Ortsteile Freidorf im Norden, Briesen im Nordosten und der Gemeindeteil Brand im Osten, die Schönwalder Ortsteile Schönwalde im Südosten und Waldow/Brand im Süden, Rietzneuendorf im Südwesten sowie Friedrichshof im Westen.
Im westlichen Teil der Gemarkung Staakows verläuft die Bundesautobahn 13 (Dresden–Berlin). Die Anschlussstelle Staakow, die entgegen dem Namen in der Gemarkung des benachbarten Rietzneuendorf liegt, ist etwa einen Kilometer entfernt.
Von Staakow aus fahren Busse nach Lübben und Golßen (Linie 476) sowie nach Groß Köris. Die Strecken werden von der Regionalen Verkehrsgesellschaft Dahme-Spreewald (RVS) bedient.

## Geschichte

### 16. bis 18. Jahrhundert
Im Jahr 1510 wurde erstmals in Staakmühle die Staack Mühle erwähnt. Sie befand sich in der Herrschaft Teupitz der Schenken von Landsberg. 1685 wurde die Staakmühle und Stackische Heide erwähnt. Dort errichtete Wilhelm von Stutterheim, der den Ort als Lehnswesen erhalten hatte, ein Rittergut.
Nach dem Verkauf Staakows an Friedrich Wilhelm I. wurde Staakow dem Amt Buchholz unterstellt. In den Jahren 1717 und 1718 wurde das Gut um eine Schäferei und ein Vorwerk erweitert. In der Folgezeit siedelten sich in der Nähe Tagelöhner an, die die ersten Wohngebäude errichteten. In der zweiten Hälfte des 18. Jahrhunderts wurde Staakow nach und nach zu einem landwirtschaftlich geprägten Dorf. 1743 entstanden eine Wassermahlmühle mit einem Gang sowie eine Schneidemühle. Des Weiteren siedelten sich in Staakow kleinere Handwerksbetriebe an. Staakow hatte nie eine eigene Kirche, sondern war bis vor 1932 nach Märkisch Buchholz eingepfarrt.

### 19. Jahrhundert
Staakow gehörte seit seiner Gründung zum Teltowischen Kreis der Mark Brandenburg, ab 1817 zum Kreis Teltow-Storkow, und ab 1835 zum Kreis Teltow der Provinz Brandenburg. Im Jahr 1801 gab es die Kolonie und das Vorwerk „unweit Buchholz“. Dort lebten zehn Büdner, fünf Einlieger und ein Förster. Es gab eine Wassermahl- und -schneidemühle sowie 14 Haushalte (Feuerstellen). 1840 erschien erstmals neben dem Vorwerk und Kolonie das Haus Pulke; es gab 20 Wohnhäuser. 1858 lebten im Dorf ein Pächter sowie 15 Bauern und 26 Arbeiter. Es gab 17 Höfe: Einer war 600 Morgen groß, zehn weitere zwischen 5 und 30 Morgen (zusammen 55 Morgen) und sechs weitere waren kleiner als 5 Morgen (zusammen 10 Morgen). Im Ort arbeiten ein Schuhmachermeister, ein Böttchermeister, ein Maurergeselle sowie ein Schankwirt. In der Kolonie standen 1860 ein öffentliches, 14 Wohn- und 21 Wirtschaftsgebäude. Hinzu kamen im Gut drei Wohn- und zwei Wirtschaftsgebäude. Es bestanden der Schutzbezirk und Forsthaus Staakow im Anschluss der Kolonie mit einem Forsthilfsaufseherhaus bei Teurow. Dort gab es ein Wohn- und zwei Wirtschaftsgebäude. Im Jahr 1874 bildete sich aus den Schutzbezirken Staakow, Freidorf, Semmelei, Massow der Oberförsterei Hammer und Meierei Brand der Oberförsterei Klein Wasserburg die Hausfideikommißförstrevier Oberförsterei Staakow. Das Etablissement Staakmühle wurde zu einem späteren Zeitpunkt in die Oberförsterei einverleibt. 1897 erhielt der Ort ein Schulgebäude.

### 20. und 21. Jahrhundert

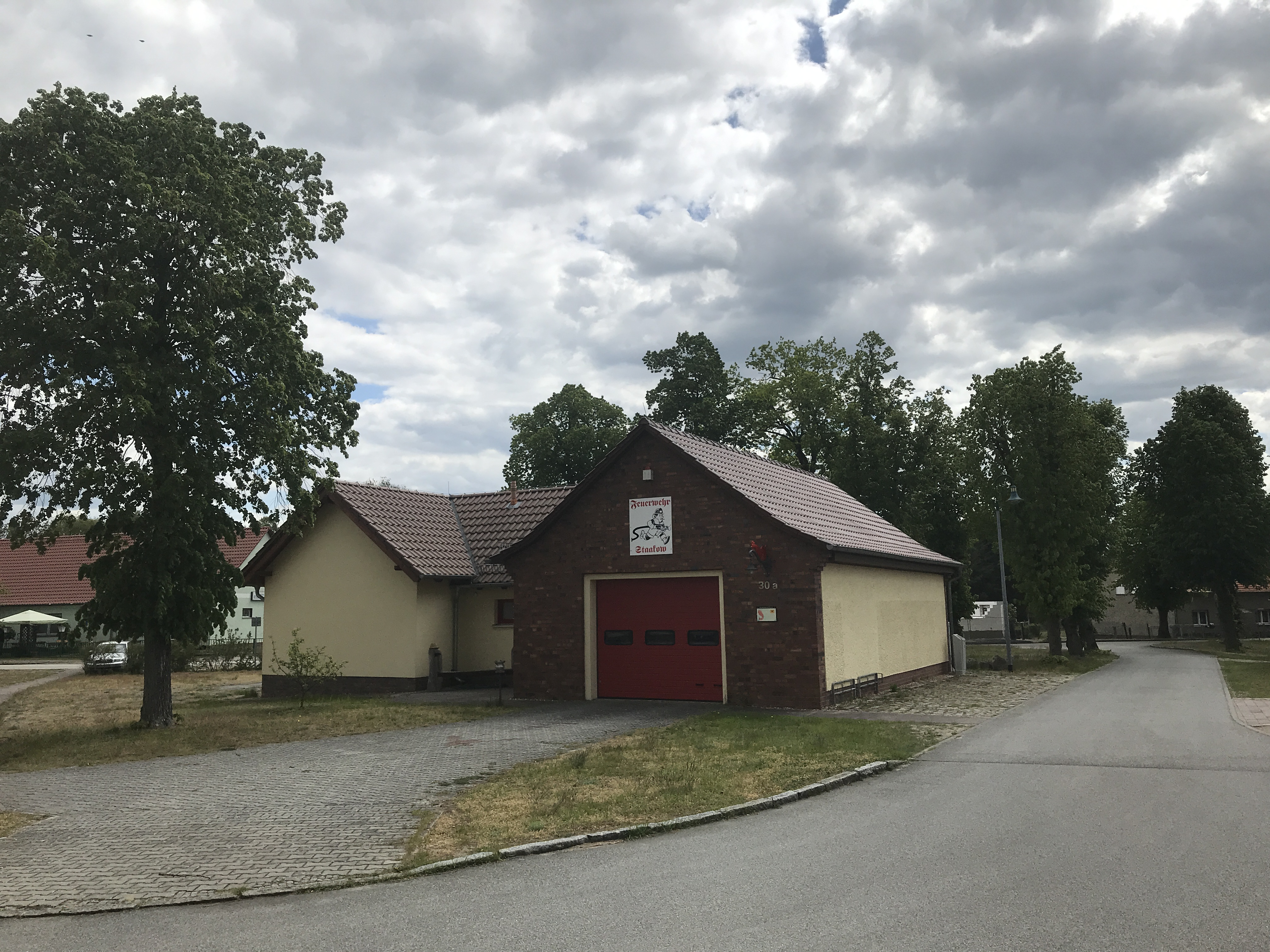
Gebäude der Freiwilligen Feuerwehr

Um die Jahrhundertwende gab es im Dorf 37 und im Rittergut fünf Häuser. 1929 wurde der Gutsbezirk Staakow Forst aufgelöst. Die Oberförsterei Staakow, die Staakmühle mit den Neuansiedlungen bei der Mühle, das Förstereigehöft Staakow, das bisherige Gutsarmenhaus sowie Teile des Gutsbezirks Semmelei mit dem Forstsekretärgehöft wurden eingemeindet. Der Rest des Gutsbezirks Staakow Forst mit dem Restgutbezirks Königs Wusterhausener Forst, Hammersche Heide und Semmelei kamen zum Gutsbezirk Wusterhausener Heide. 1932 gab es die Gemeinde mit den Wohnplätzen Anbauten, Staakmühle sowie Forsthaus Staakow.
1950 wurde Staakow zunächst dem Landkreis Luckau zugewiesen. In der Kreisreform von 1952 in der damaligen DDR wurde die Gemeinde am 25. Juli 1952 dem neu gebildeten Kreis Lübben im Bezirk Cottbus zugeordnet. 1969 bestand im Ort die Revierförsterei Staakow.
Nach der Wende wurde dieser Kreis noch in Landkreis Lübben umbenannt. Am 26. Oktober 1992 schloss die Gemeinde sich dem Amt Unterspreewald an. Nach der Kreisreform in Brandenburg am 6. Dezember 1993 kam Staakow schließlich zum neu gebildeten Landkreis Dahme-Spreewald. Am 31. Dezember 2001 schloss sich Staakow mit der Gemeinde Rietzneuendorf-Friedrichshof zu der neuen Gemeinde Rietzneuendorf-Staakow zusammen. Am 1. Januar 2013 fusionierte das Amt Unterspreewald mit dem Amt Golßener Land, dadurch entstand das neue Amt Unterspreewald.

## Bevölkerungsentwicklung
| 1875 | 206 | 1939 | 267 | 1981 | 247 |
| 1890 | 257 | 1946 | 325 | 1985 | 246 |
| 1910 | 263 | 1950 | 324 | 1989 | 232 |
| 1925 | 264 | 1964 | 318 | 1995 | 200 |
| 1933 | 268 | 1971 | 296 | 2000 | 205 |

## Kultur und Sehenswürdigkeiten

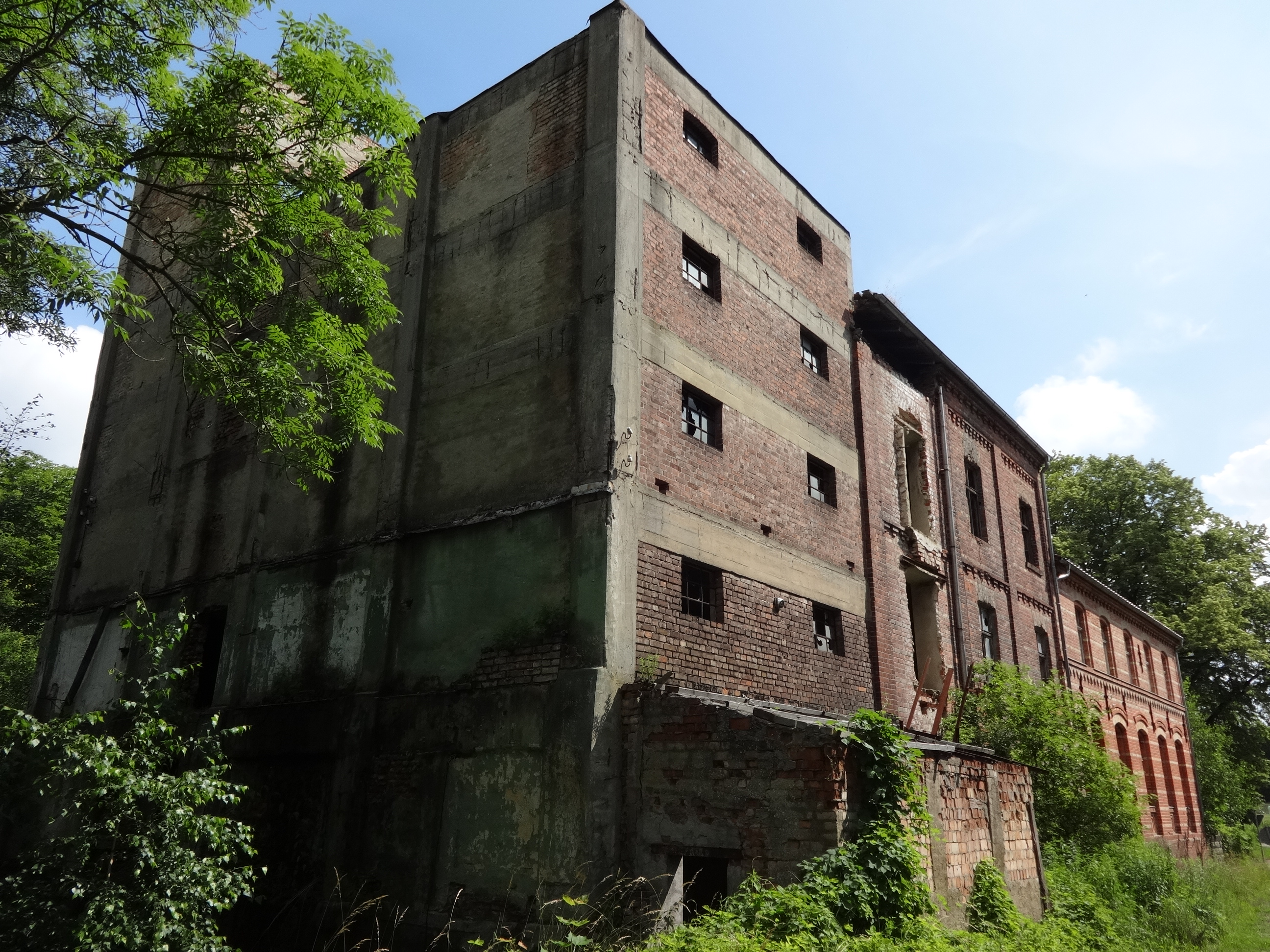
Mühle in Staakmühle

- Mühlengebäude in Staakmühle von 1743

## Persönlichkeiten
- Johann Georg Tinius (1764–1846), Theologe und Bibliomane, geboren in Staakow

## Nachweise
1. ↑  Amt Unterspreewald – Einwohnermeldeamt (Hrsg.): Einwohnerzahlen des gesamten Amtes Unterspreewald (mit Gemeinden und Orts-/Gemeindeteilen) zum Stand 1. Januar 2017. Schönwalde 27. Juli 2017 (Kontaktdaten [abgerufen am 30. Juli 2017]). Kontaktdaten (Memento des Originals vom 28. September 2020 im Internet Archive)  Info: Der Archivlink wurde automatisch eingesetzt und noch nicht geprüft. Bitte prüfe Original- und Archivlink gemäß Anleitung und entferne dann diesen Hinweis.
2. ↑  Sorbisches Institut: Arnošt Muka, Niedersorbische Namen der Städte und Dörfer, 1911–1928.
3. ↑  Gemeinde Rietzneuendorf - Staakow. Abgerufen am 1. Mai 2024.
4. ↑  Staakow im Geschichtlichen Ortsverzeichnis. Abgerufen am 30. Juli 2017.
5. ↑  Historisches Gemeindeverzeichnis des Landes Brandenburg 1875 bis 2005. (PDF; 331 kB) Landkreis Dahme-Spreewald. Landesbetrieb für Datenverarbeitung und Statistik Land Brandenburg, Dezember 2006, abgerufen am 30. Juli 2017.